# Осокин, Борис Юрьевич
Бори́с Ю́рьевич Осокин (23 мая 1964 — 2 февраля 2008) — советский и российский эстрадный певец, солист групп «Нескучный сад» и «Пламя».

## Биография
Первым коллективом, в котором участвовал Борис Осокин, стала группа «Многоточие» (существовала с конца 1970-х до 1981 года). Записей коллектива не сохранилось.
С 1981 года, когда группа «Многоточие» распалась, и до 1985 года Борис Юрьевич играет в разных группах, однако ни одной записи с его участием также не сохранилось. В основном в этот период он работал водителем московского рейсового автобуса.
В 1985 году Осокина приглашают работать в ансамбль «Пламя», однако соглашается он только в 1988 году.
С 1985 по 1988 год Борис Осокин принимает участие в московской группе «Моби Дик», которая летом 1988 года выпускает альбом «Атомный Фантом». Однако из-за нехватки средств качество записи было очень низким.
В 1989 году руководитель ВИА «Пламя», композитор Сергей Березин создаёт группу «Нескучный сад», в состав которой входят некоторые участники ВИА, включая Осокина. Довольно быстро коллектив набрал популярность благодаря хитам «Бабки-бабульки», «Снежный король», «Перееду в город», «Люся» и другим. Группа выпускает альбомы и активно гастролирует. Пресса отзывается о Борисе Осокине как о певце «артистичном и раскованном, обладающем весьма приятными голосом, внешностью и исполнительской манерой». В конце 1990-х годов коллектив постепенно прекращает своё существование.
В 1999 году воссоединяется ансамбль «Пламя», и Осокин переходит в состав этого коллектива.
За день до смерти, 1 февраля 2008 года, Борис Осокин в качестве солиста ВИА «Пламя» дал свой последний концерт, а в ночь на 2 февраля умер один в своей квартире в Москве.